# Rumiska Przełączka
Rumiska Przełączka (słow. Zlomisková štrbina, niem. Krygowskischarte, węg. Omladékvölgyi csorba) – głęboko wcięta przełęcz położona na wysokości ok. 2300 m n.p.m. w słowackich Tatrach Wysokich. Znajduje się w głównej grani Tatr Wysokich pomiędzy Wschodnim Szczytem Żelaznych Wrót a Zmarzłym Szczytem. Od północnej strony ściany spod przełęczy opadają do najwyższego piętra Doliny Kaczej, od południowej do Doliny Złomisk. Nie prowadzą na nią żadne znakowane szlaki turystyczne.
Polska nazwa Rumiskiej Przełączki pochodzi od ludowego słowa rumiska – rumowiska skalne. Rumowiskami nazywano dawniej Dolinę Złomisk. Nazwą niemiecką uhonorowany został Stanisław Krygowski, który wraz z towarzyszami jako pierwszy osiągnął jej siodło.

## Historia
Pierwsze wejścia turystyczne:
- Stanisław Krygowski, Jan Bachleda Tajber i Franciszek Leśniak, 10 sierpnia 1904 r. – letnie,
- Lajos Horn i Ernő Kátai, 22 marca 1913 r. – zimowe.

## Bibliografia

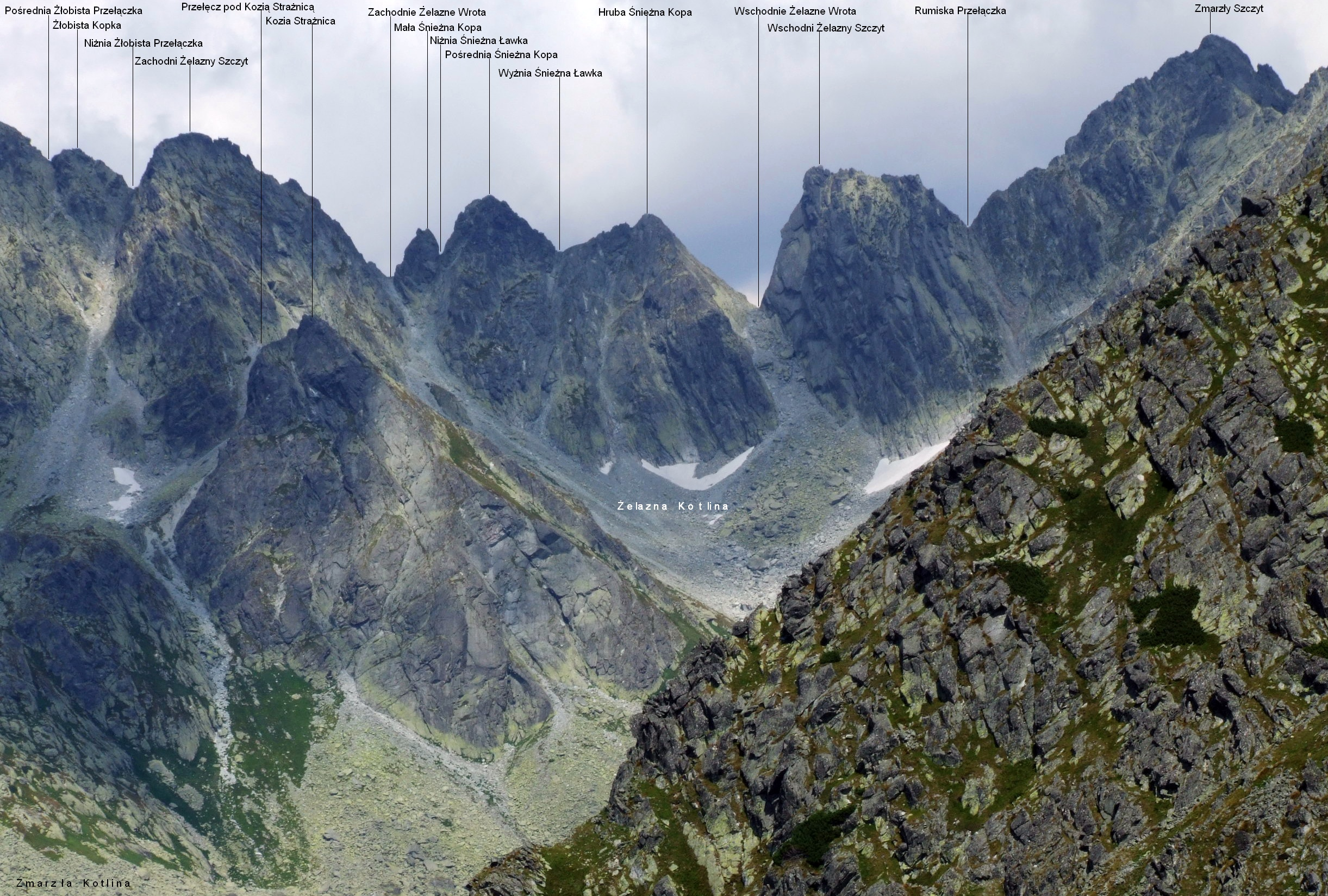
Widok od strony Doliny Złomisk